# Kepulana gracilis
Kepulana gracilis är en insektsart som beskrevs av Young 1986. Kepulana gracilis ingår i släktet Kepulana och familjen dvärgstritar. Inga underarter finns listade i Catalogue of Life.